# Il Setaccio
Il Setaccio est une revue publiée à Bologne entre novembre 1942 et mai 1943. Pier Paolo Pasolini, âgé d'à peine 20 ans, en était l'un des fondateurs et l'un des principaux rédacteurs.

## Historique
Il Setaccio était la revue officielle du Commandement fédéral de Bologne de la Jeunesse italienne du licteur (Gioventù italiana del littorio, GIL), institution créée en 1937 par l'absorption de l'Opera Nazionale Balilla (ONB), avec pour mission de former et d'organiser la jeunesse italienne sous le contrôle direct du Parti national fasciste (PNF).
Le premier numéro, avec un dessin de Pasolini en couverture, est sorti en novembre 1942 avec le sous-titre  Ordine del giorno del Comando federale GIL di Bologna. Politica-letteratura-arte-cinematografo-teatro-musica-radio-sport-notiziario. À partir du deuxième numéro, le sous-titre devient Rivista mensile della GIL bolognese. Politica-letteratura-arte-notiziario. Le symbole de la revue est le tamis, « c'est-à-dire le passage au crible, à travers un réseau dense, des jeunes intelligences », comme l'écrit le rédacteur en chef Giovanni Falzone dans le premier numéro.
Il Setaccio était en quelque sorte la continuation de la revue Gioventù italiana del Littorio. Bollettino del Comando federale di Bologna et dans la transition entre les deux revues, un rôle décisif a été joué par Pasolini lui-même qui avait publié son premier article dans cette revue, oublié par la suite et redécouvert seulement en 2015.
Avec le numéro 6/7 d'avril-mai 1943, Il Setaccio cesse de paraître.
Sur la dernière couverture figure un portrait de Mussolini avec un paysage africain en arrière-plan et les mots « Ritorneremo » (litt. « Nous reviendrons »), faisant référence à la défaite finale des forces de l'Axe en Afrique en mai 1943.
Outre les problèmes liés à la difficulté croissante de trouver du papier pour l'impression, denrée rare en temps de guerre, il ressort clairement des lettres de Pasolini à ses amis et collaborateurs que l'une des principales causes de la fin de la revue est le désaccord permanent entre le rédacteur en chef, Giovanni Falzone, et le reste de l'équipe éditoriale.

## Rédacteurs et collaborateurs
Giovanni Falzone, fasciste de la première heure, était employé du conseil municipal de Bologne et responsable de la bibliothèque populaire rattachée à la bibliothèque Casa del Fascio. Falzone a signé les premiers articles de la revue qui étaient parfaitement alignés sur l'idéologie du fascisme, comme on pouvait s'y attendre de la part d'un fonctionnaire responsable d'une revue du GIL en temps de guerre, par exemple I morti ci comandano (no 2), une impressionnante démonstration de rhétorique de propagande, jusqu'à L'eterno nemico (no 4), un article férocement antisémite.
Les articles de Falzone ont toutefois pour effet de garantir la ligne politique de la revue, qui traite en réalité presque exclusivement de sujets artistiques et littéraires, avec la publication de dessins, de poèmes, de traductions de textes littéraires et de critiques de livres, de théâtre et de films.
Les trois rédacteurs en chef étaient très jeunes : Mario Ricci et Luigi Vecchi sont nés en 1924, Fabio Mauri en 1926. Parmi les collaborateurs réguliers ou occasionnels, on trouve Sergio Telmon, Achille Ardigò, Fabio Luca Cavazza, Michelangelo Masciotta et Luciano Serra, entre autres. Un large espace était réservé aux illustrations, qui reproduisaient des dessins, des huiles et des aquarelles de Pasolini, Mauri, Cinti, Giovanni Ciangottini, Filippo De Pisis, Pompilio Mandelli et d'autres artistes. Parmi les jeunes collaborateurs, Giovanna Bemporad, qui n'a que 14 ans mais qui est déjà appréciée pour ses extraordinaires talents de traductrice. Le consultant de la revue était Italo Cinti.

### Pasolini
Pasolini, indiqué comme vice-consultant pour les quatre premiers numéros de Il Setaccio, joue un rôle de premier plan dans la rédaction, comme en témoignent les souvenirs des autres rédacteurs, "in primis" Mario Ricci, et les lettres que Pasolini lui-même envoie de Casarsa, en particulier à Fabio Mauri et Fabio Luca Cavazza, pour les inciter à continuer à travailler à la préparation des numéros de la revue.
Outre douze dessins, dont certains ont été publiés sur les couvertures (cf. nos 1), Pasolini a publié 17 contributions dans Il Setaccio, parmi lesquelles des réflexions morales, des essais littéraires, des critiques d'art, des poèmes en italien et en frioulan.